# Mariana Ximenes

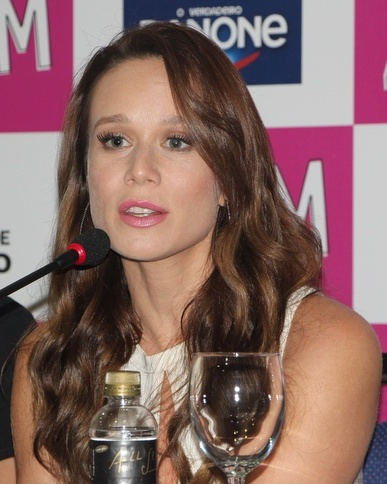
Mariana Ximenes

Mariana Ximenes do Prado Nuzzi (sinh ngày 26 tháng 4 năm 1981) là một nữ diễn viên người Brasil. Vai diễn đầu tiên của cô là trong telenovela Fascinação vào năm 1998, nơi cô đóng vai  Emília Gouveia. Cùng năm đó, cô đóng vai Ruth Stern trong phim Caminho dos Sonhos. Năm 2000, cô đóng vai "Bionda" trong Uga-Uga. Vai diễn này nổi lên khi cô trở nên nổi tiếng ở Brasil và quốc tế. Sau đó vào năm 2001, cô đã lồng tiếng Bồ Đào Nha qua bản dịch trong bộ phim hoạt hình Braceface của Canada / Trung Quốc, cho nhân vật Sharon Spitz. Sau đó, cô đóng vai nhân vật chính trong Cobras & Lagartos vào năm 2006 và Lara trong A Favorita năm 2008. Vào năm 2010, cô đóng vai phản diện đầu tiên của cô trong telenovela Passione và đã được đánh giá cao. Từ năm 2010, cô đã xuất hiện trong một số telenovelas, phim truyền hình, phim ảnh và biểu diễn sân khấu. Trong năm 2016, cô được dự kiến sẽ tham gia vào ngôi sao kế vị của Totalmente Demais, Haja Coração, cùng với Malvino Salvador.
Mariana Ximenes cũng đã giành được nhiều giải thưởng trong suốt sự nghiệp diễn xuất của mình như: Melhores do Ano, Meus Prêmios Nick, Festival do Recife, Prêmio Contigo,...

## Tiểu sử
Mariana Ximenes do Prado Nuzzi sinh ra ở São Paulo vào ngày 26 tháng 4 năm 1981 và lớn lên ở Vila Mariana, một khu phố ở São Paulo.
Mariana mơ ước trở thành một diễn viên từ khi còn nhỏ. Ở tuổi lên 6, cô xuất hiện trong vở kịch của trường như Cinderella. Cô bắt đầu hoạt động trong nhà hát nghiệp dư, khăng khăng đòi cha mẹ đầu tư vào sự nghiệp của mình với tư cách là một diễn viên, thậm chí tham gia vào nhiều chiến dịch quảng cáo khác nhau. Bài học diễn xuất đầu tiên của cô là ở Teatro Escola Célia Helena, và ở tuổi 12, cô đã xuất hiện trong hơn 200 quảng cáo. Cô đã tham dự Colégio Marista Arquidiocesano, nơi cô học từ lớp 3 cho đến năm thứ 3 trung học.